# برنارد هیگل
برنارد هیگل (انگلیسی: Bernard Hügl; ۲۷ مارس ۱۹۰۸ – ۲ آوریل ۱۹۸۲) بازیکن فوتبال اهل جمهوری فدرال سوسیالیستی یوگسلاوی بود.
از باشگاه‌هایی که در آن بازی کرده‌است می‌توان به باشگاه فوتبال گراجانسکی زاگرب اشاره کرد.
وی همچنین در تیم ملی فوتبال یوگسلاوی بازی کرده‌است.